# Ceocròbol
Un ceocròbol és un ésser mitològic propi de la mitologia catalana, una mena de follet que cavalca en grup damunt de grans ocells coberts d'herba tendra, de la qual s'alimenta.